# Choszczno
Choszczno ['xɔʃʧnɔ] (deutsch Arnswalde, früher auch Arenswalde; niederdeutsch Arnswull, Ornswull) ist eine Stadt und Sitz einer Stadt- und Landgemeinde in der polnischen Woiwodschaft Westpommern mit etwa 16.000 Einwohnern. Sie ist auch Kreisstadt des Powiats Choszczeński.

## Lage
Die Stadt liegt in der Neumark zwischen dem Fluss Stüdnitz und dem Klückensee (Jezioro Klukom), der zur Arnswalder Seenplatte gehört – in der Nähe befinden sich zwei weitere Seen –, etwa 30 Kilometer südöstlich von Stargard und 62 Kilometer südöstlich von Stettin.

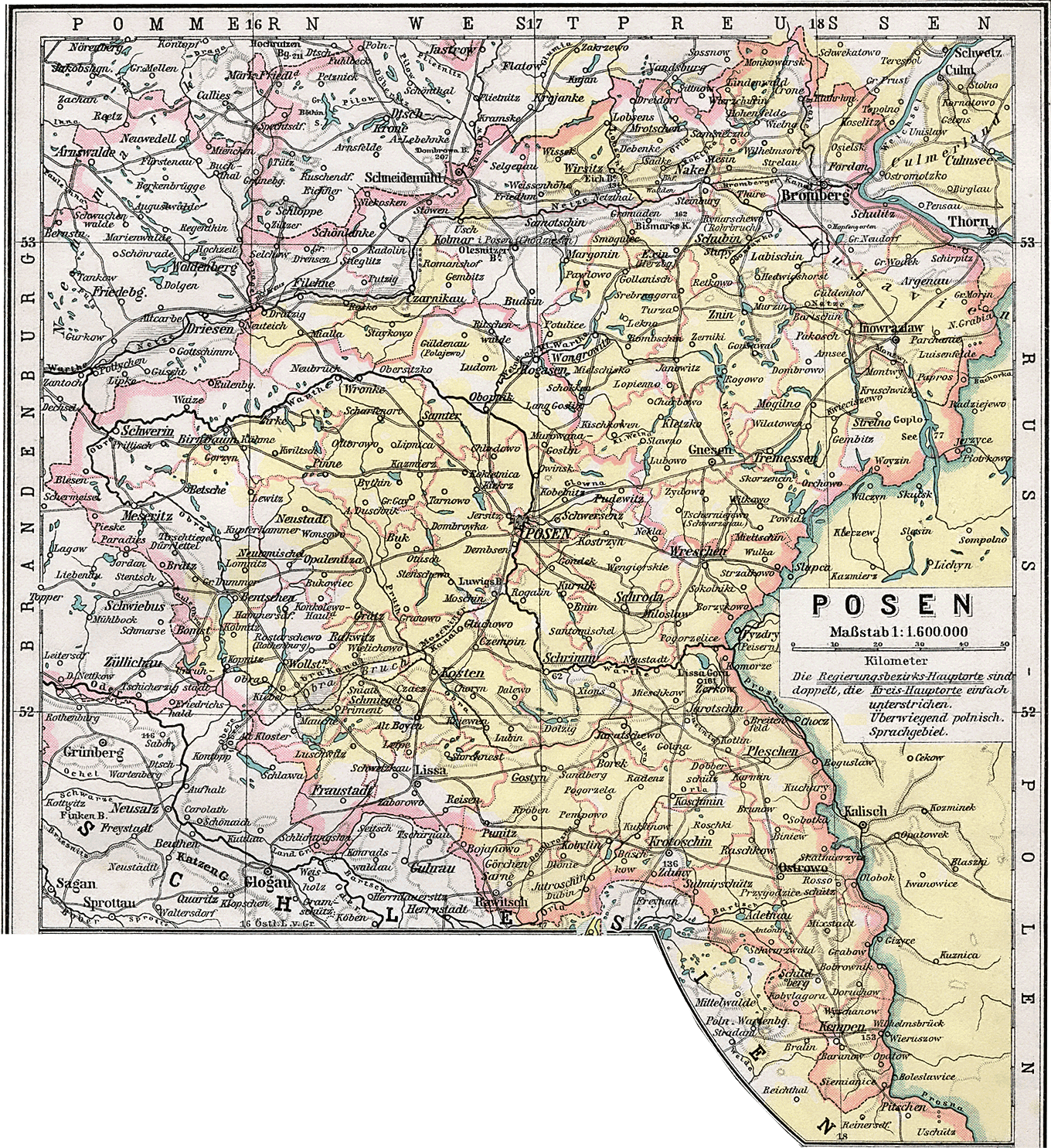
Arnswalde nordwestlich der Stadt Posen und westlich der Stadt Schneidemühl auf einer Landkarte der Provinz Posen von 1905 (gelb markierte Flächen kennzeichnen Gebiete mit seinerzeit mehrheitlich polnischsprachiger Bevölkerung).

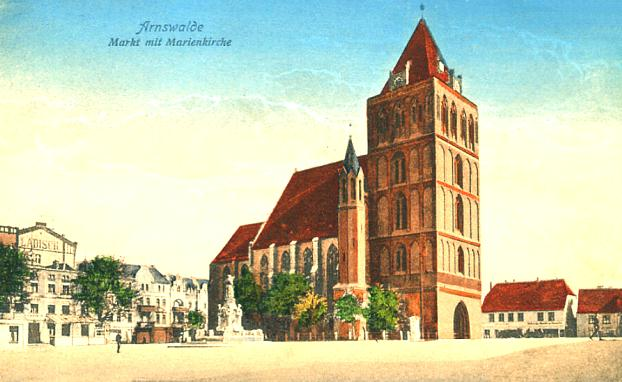
Marktplatz von Arnswalde um 1900

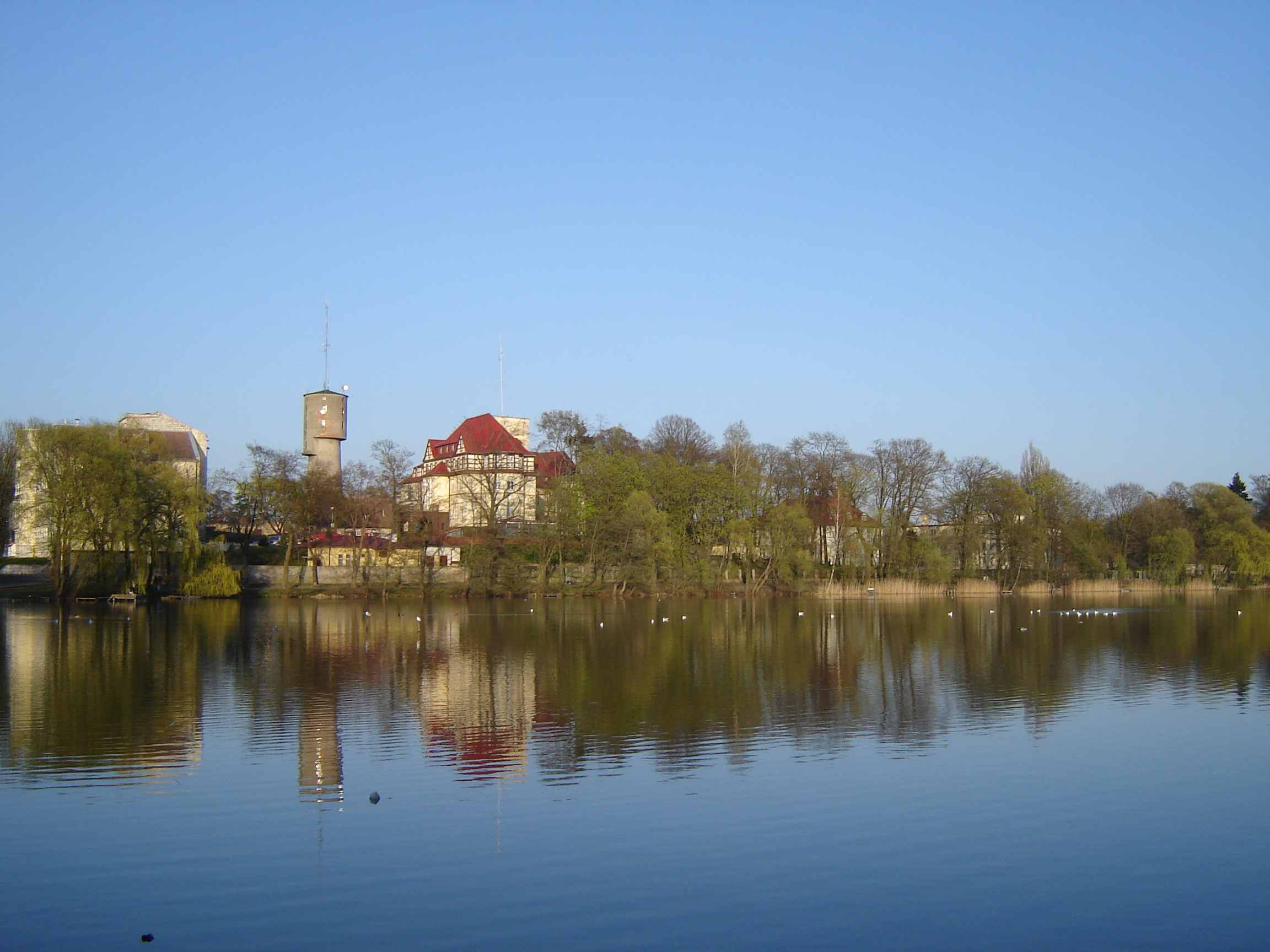
Uferpanorama der Stadt am Klückensee (Jezioro Klukom)

## Stadtgliederung
Die Stadtteile sind: Baczyn (Voßberg), Zdrojowiec (Springwerder), Pakość (Marienberg), Roztocze (Kähnsfelde), Rudniki (Karlsaue), Wysokie (Hohenbruch), Oraczewice (Helmersruh), Stawin (Friederikenfelde) und Skrzypiec (Blumenwerder).

## Geschichte

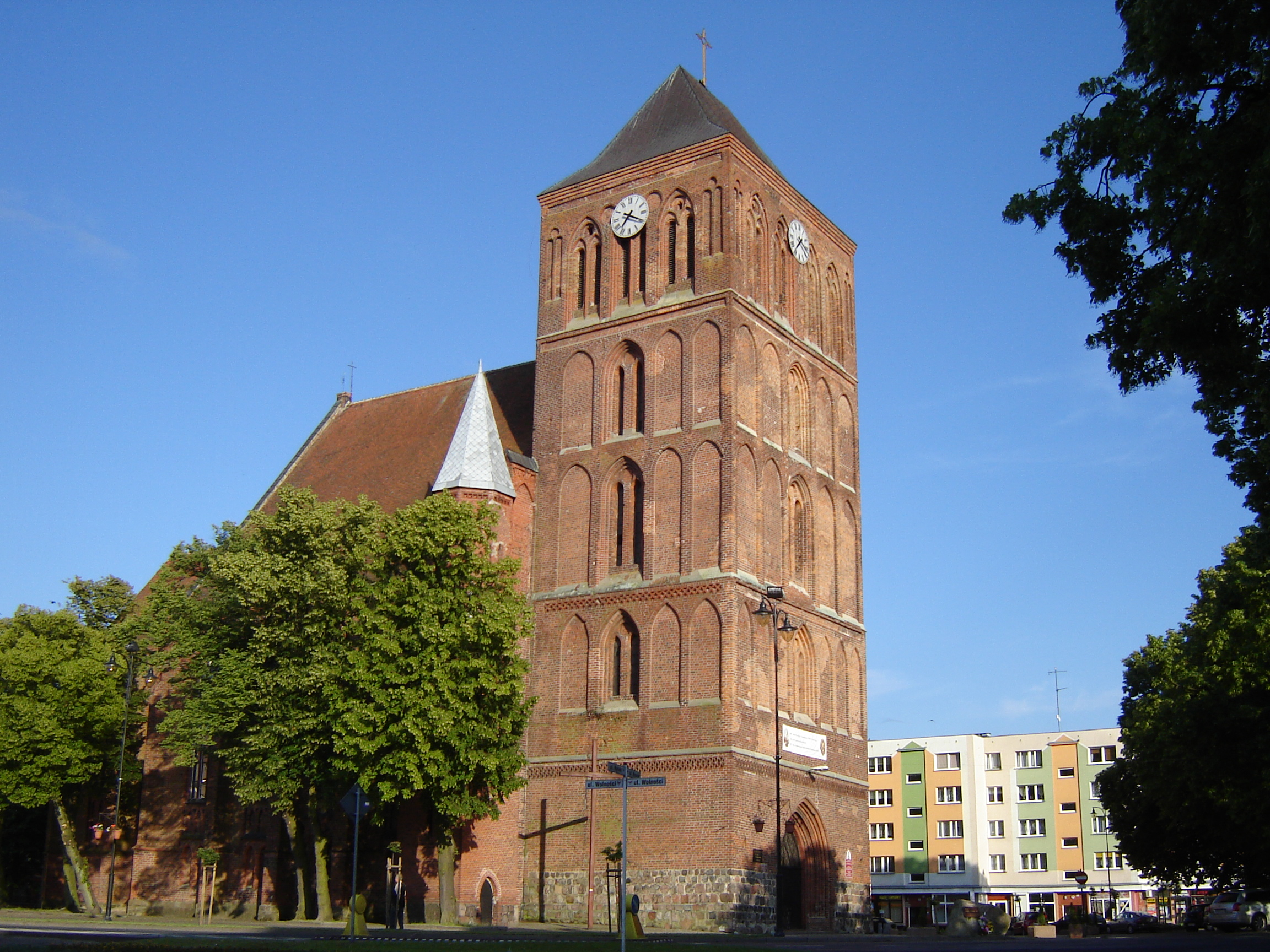
Gotische Stadtkirche St. Marien

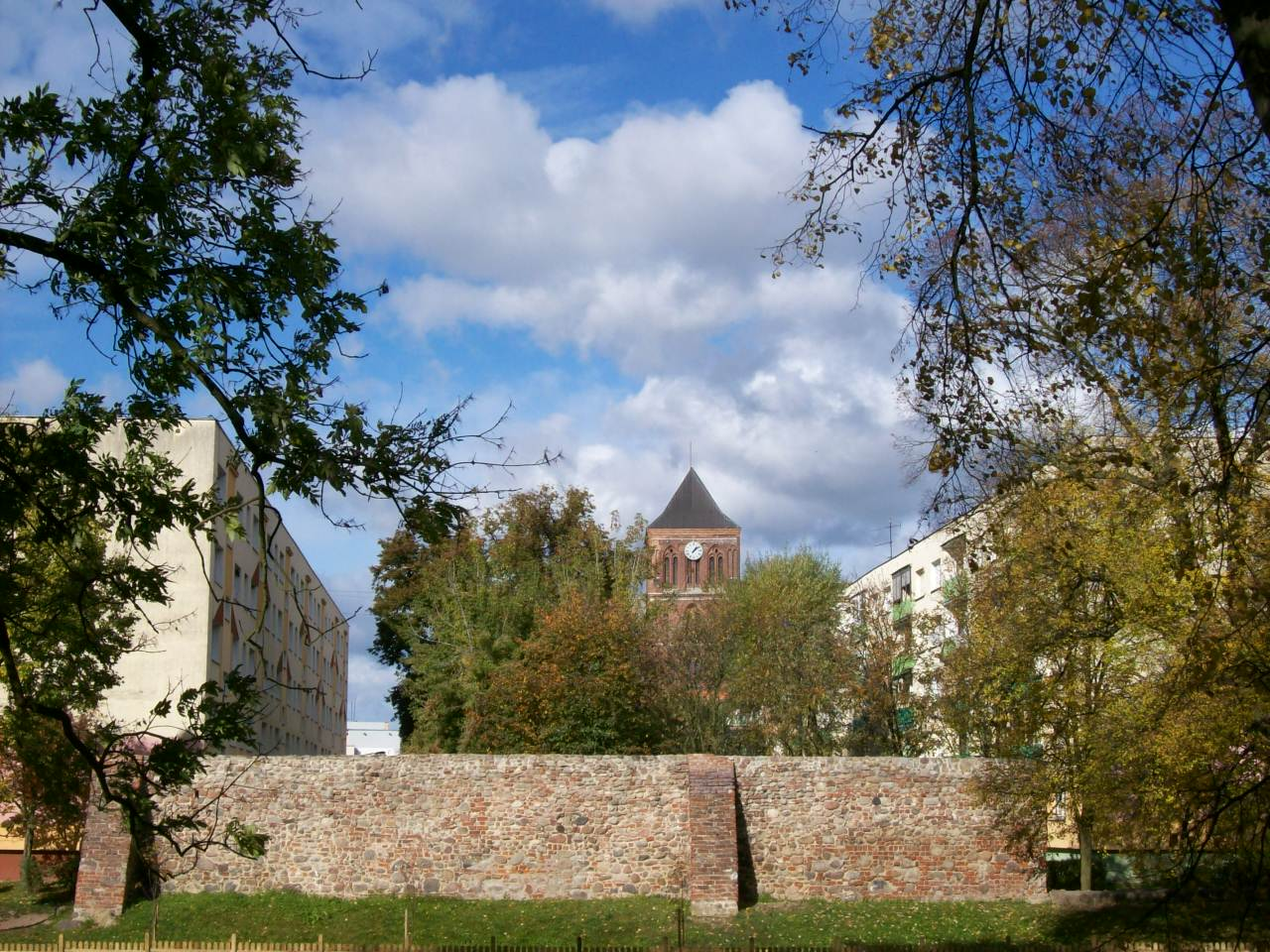
Stadtansicht mit Stadtmauer und St. Marien

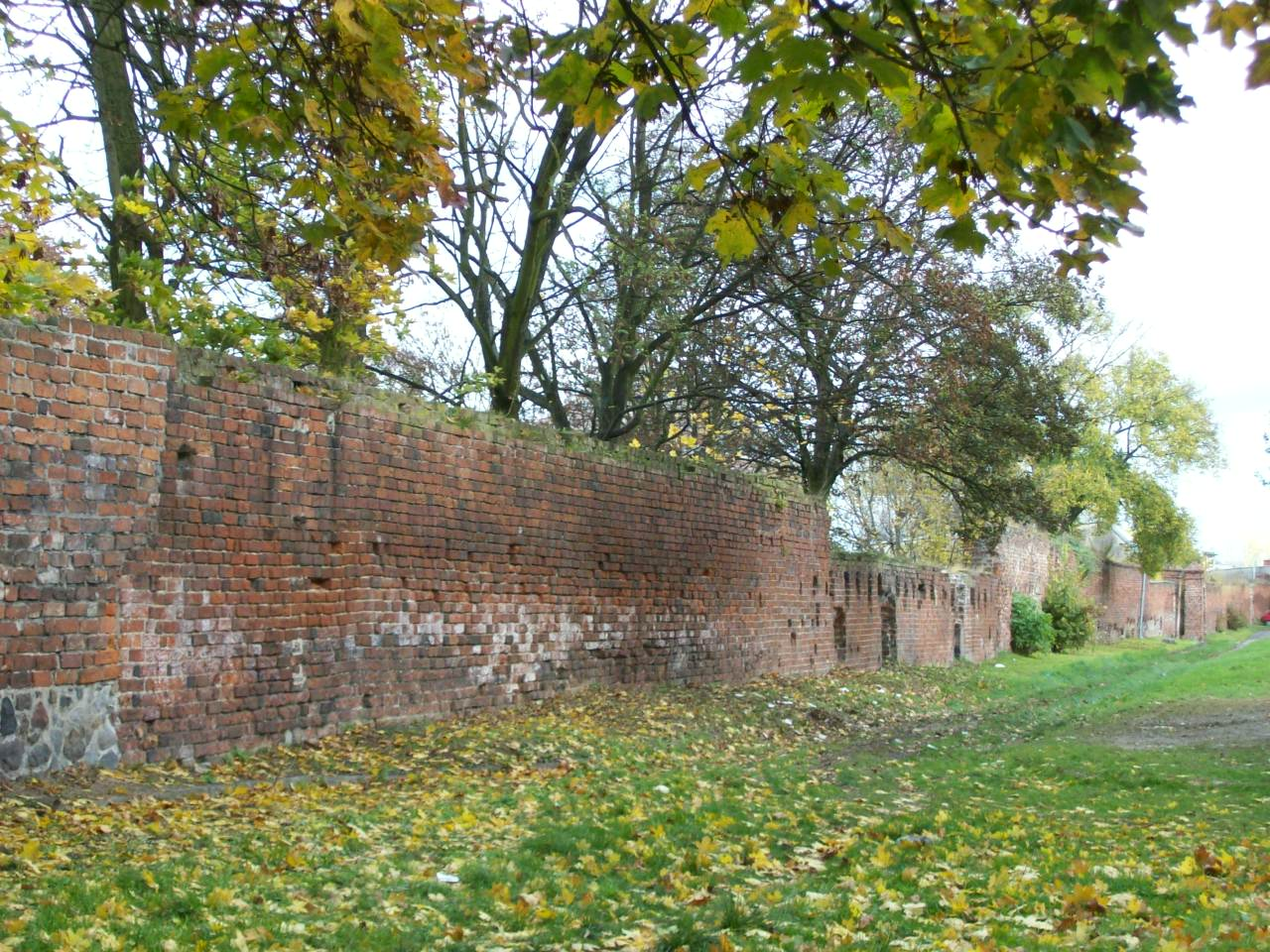
Mittelalterliche Stadtmauer

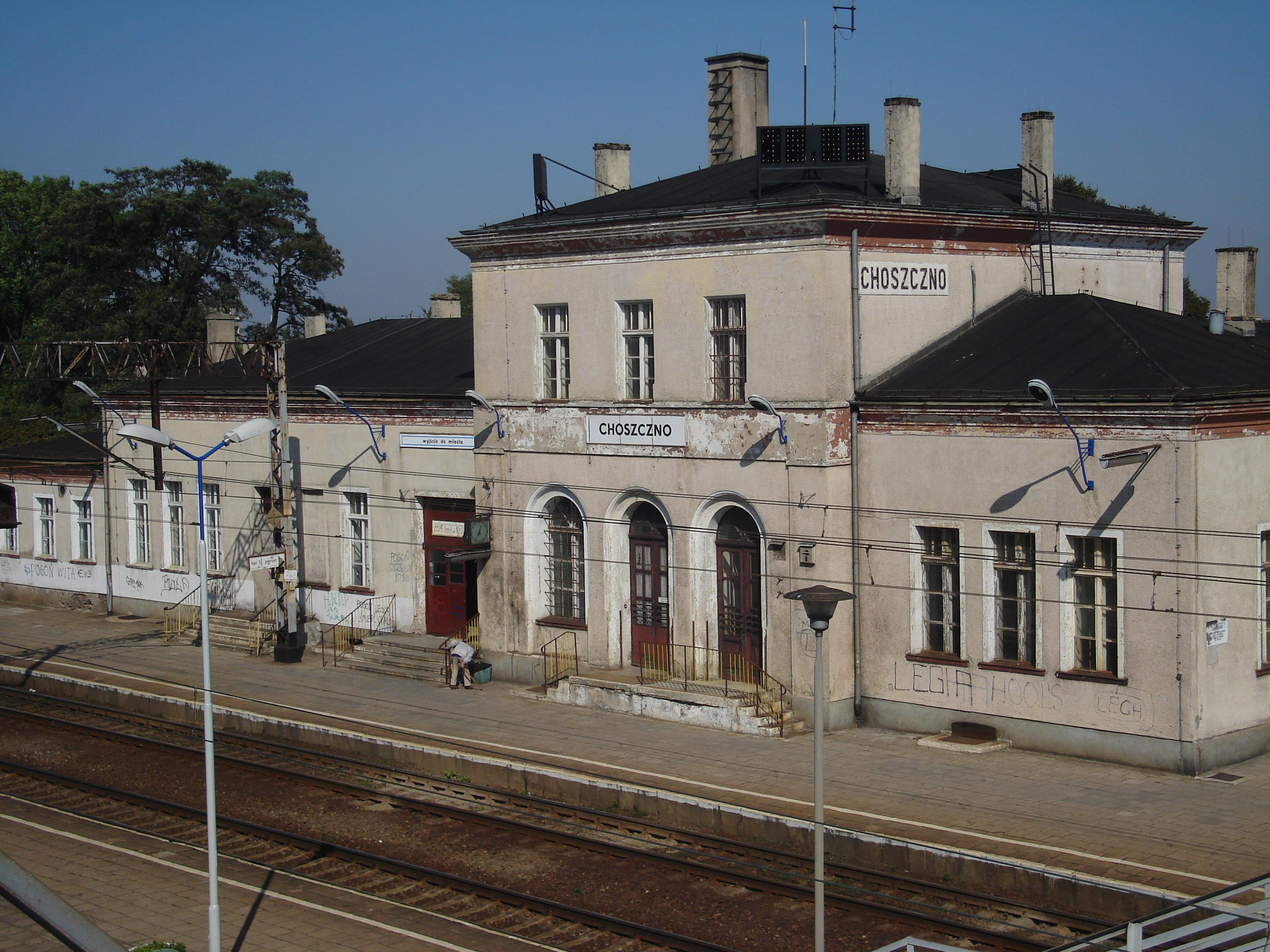
Bahnhof Choszczno

Im Jahr 1893 wurde in der Neumark im ehemaligen Landkreis Arnswalde in der Provinz Brandenburg bei Bauarbeiten zufällig ein germanisches Körpergräberfeld aus der späten römischen Kaiserzeit entdeckt und ausgegraben. Das kleine Gräberfeld mit wenigen reich ausgestatteten Körpergräbern einer germanischen Elite wird von der historischen Forschung mit dem Stamm der Rugier an der Ostseeküste verbunden.
Seit etwa 1255 befand sich Arnswalde in brandenburgischem Besitz.
Die erste urkundliche Erwähnung von Arnswalde als Stadt (oppidum Arnswaldensis) stammt aus dem Jahr 1269. Arnswalde trägt den roten Brandenburger Adler im Wappen. Am 1. April 1269 wurde in Arnswalde ein Vertrag zwischen den Askaniern und dem Herzog von Pommerellen – Mestwin II. – geschlossen. Nicht ganz gesichert ist die Vergabe des Stadtrechtes, am wahrscheinlichsten ist, dass es 1284 erteilt wurde. Das Stadtrecht wurde nach Magdeburger Recht erteilt.
1291 sicherten die Markgrafen von Brandenburg Besuchern der Stadt Arnswalde Schutz zu. Schon früh haben auch Juden in Arnswalde gelebt, 1321 sind ihr Friedhof und ihr Status als Bürger urkundlich belegt.
Vor 1338 wurde in der Stadt ein Kloster der Franziskaner gegründet, das zur Sächsischen Franziskanerprovinz (Saxonia) gehörte. Es nahm vor 1509 die Martinianischen Konstitutionen an, die von einer gemäßigten Auslegung der Armutsgelübde bestimmt waren; seit 1520 gehörte es zur martinianischen Ordensprovinz vom heiligen Johannes dem Täufer (Saxonia S. Johannis Baptistae). Im Zuge der Einführung der Reformation löste der Markgraf zwischen 1540 und 1550 das Kloster auf.
Im Jahre 1364 hatte die Stadt eine Burg. 1402 kam Arnswalde unter die Herrschaft des Deutschen Ritterordens. 1414 versuchte Henning von Wedel, den Ort zu erobern, scheiterte jedoch. 1419 fielen polnische Ritter in Arnswalde ein, und der Ort wurde dabei zu großen Teilen zerstört. 1433 wurde Arnswalde ein Lehen Polens, aber schon vier Jahre später stand sie wieder unter der Herrschaft des Ordens. Große Teile der Stadt wurden 1511 Opfer eines Brandes. 1549 verminderte die Pest die Einwohnerzahl. Während des Dreißigjährigen Krieges wurde auch Arnswalde stark zerstört. 1649 wurde Arnswalde Teil der Poststrecke Berlin–Königsberg.
1719 wurde in Arnswalde eine Garnison für preußische Truppen errichtet.
1806 besuchte der preußische König Friedrich Wilhelm III. die Stadt. Am 12. Januar 1807 geriet hier der französische
General Victor in Gefangenschaft, der später gegen den gefangenen Blücher ausgetauscht wurde.
Mit der Neuordnung der preußischen Verwaltung nach dem Wiener Kongress (1815) wurde der Landkreis Arnswalde im Regierungsbezirk Frankfurt gebildet. 1828 wurde die erste Schule des Ortes eröffnet, 51 Jahre später wurde das Rathaus neu gebaut. Die Kreisverwaltung kam 1846 in die Stadt Arnswalde. 1848 erhielt Arnswalde Anschluss an die Bahnlinie Stargard–Posen. 1905 erhielt die Stadt ihr erstes Krankenhaus. Bereits vor 1859 gab es in Arnswalde eine Synagoge. 1879 bis 1945 bestand das Amtsgericht Arnswalde.
1938 kam der Landkreis zum Regierungsbezirk Grenzmark Posen-Westpreußen und damit zu Pommern. Die Einwohnerzahl von Arnswalde stieg von 6800 Einwohnern 1875 auf 14.000 Einwohner im Jahre 1939.
Im Zweiten Weltkrieg wurde ein größeres Lager für Kriegsgefangene bei Arnswalde eingerichtet, das unter der Bezeichnung Oflag II B geführt wurde. Andere Kriegsereignisse berührten den Ort bis 1945 kaum. Arnswalde galt als sicher, weshalb auch viele Evakuierte und Bombenkriegsgeschädigte aus Westfalen und Berlin hier untergebracht waren. Als die Rote Armee die Gegend Ende Januar 1945 erreichte, flüchtete ein Teil der Bevölkerung nach Westen. Im Februar 1945 wurde Arnswalde nach zweiwöchiger Belagerung erobert, in deren Verlauf die verbliebene Zivilbevölkerung in der Stadt eingeschlossen war und weitgehend unversorgt blieb. Bei den Kämpfen wurden 1845 Häuser bzw. 85 % der Stadt zerstört. Anschließend wurde die Stadt dem Potsdamer Abkommen gemäß der Volksrepublik Polen zur Verwaltung unterstellt und in Choszczno umbenannt. Es begann danach die Zuwanderung von Migranten, die anfangs vornehmlich aus den an die Sowjetunion gefallenen Gebieten östlich der neuen polnisch-sowjetischen Grenze kamen, der sogenannten Kresy. In mehreren Schüben wurde die verbliebene deutsche Bevölkerung ab Juli 1945 vertrieben bzw. später ausgesiedelt und durch Polen ersetzt.
1959 wurde der erste Wohnblock der Stadt errichtet. 1974 nahm eine Telefonzentrale ihren Dienst auf.

### Demographie
| Jahr | Einwohnerzahl | Anmerkungen                                                                                   |
| ---- | ------------- | --------------------------------------------------------------------------------------------- |
| 1719 | 1500          | [ 5 ]                                                                                         |
| 1750 | 1910          | [ 6 ]                                                                                         |
| 1801 | 2440          | darunter sechs Judenfamilien mit 66 Individuen                                                |
| 1802 | 2403          | [ 14 ]                                                                                        |
| 1810 | 2555          | [ 14 ]                                                                                        |
| 1816 | 2797          | davon 2683 Evangelische, fünf Katholiken und 109 Juden (sechs Schullehrer und -lehrerinnen)   |
| 1821 | 2959          | in 466 Privatwohnhäusern                                                                      |
| 1840 | 4395          | [ 15 ]                                                                                        |
| 1850 | 5450          | im Jahr 1853: elf Katholiken, 89 Juden                                                        |
| 1859 | 5520          | darunter 16 Katholiken und 160 Juden                                                          |
| 1864 | 6516          | [ 16 ]                                                                                        |
| 1867 | 6280          | am 3. Dezember                                                                                |
| 1871 | 6524          | am 1. Dezember, darunter 6275 Evangelische, 42 Katholiken, sechs sonstige Christen, 201 Juden |
| 1875 | 6853          | [ 18 ]                                                                                        |
| 1880 | 7358          | [ 18 ]                                                                                        |
| 1890 | 7507          | darunter 97 Katholiken und 191 Juden                                                          |
| 1900 | 8665          | meist Evangelische                                                                            |
| 1910 | 9455          | am 1. Dezember                                                                                |
| 1925 | 10.910        | darunter 10.450 Protestanten, 300 Katholiken, elf sonstige Christen, 97 Juden                 |
| 1933 | 11.786        | darunter 11.268 Protestanten, 303 Katholiken, drei sonstige Christen, 121 Juden               |
| 1939 | 12.725        | darunter 11.943 Protestanten, 465 Katholiken, 99 sonstige Christen, zwölf Juden               |

## Sehenswürdigkeiten
- die katholische Stadtpfarrkirche St. Marien, erbaut im 14. Jahrhundert im Stil der Backsteingotik, bis 1945 evangelisch
- Reste der Stadtmauer aus dem 14./15. Jahrhundert
- der Bahnhof aus der Mitte des 19. Jahrhunderts
- das Gaswerk aus dem 19. Jahrhundert

## Verkehr
In der Stadt kreuzen sich mehrere Woiwodschaftsstraßen, die Landesstraße 10 nach Stargard (37 km) ist jedoch 17 Kilometer entfernt. Die Entfernung nach Stettin beträgt 75 Kilometer. Choszczno liegt an der Bahnstrecke Poznań–Szczecin, die Bahnstrecke nach Mirosławiec (Märkisch Friedland) ist nicht mehr in Betrieb.

## Partnerstädte
- Alytus (Litauen)
- Fürstenwalde (Deutschland)
- Weststellingwerf (Niederlande)
- Wunstorf (Deutschland) (Patenstadt 1959–2009)[21]

## Söhne und Töchter der Stadt
- David Gloxin (1568–1646), Bürgermeister in Burg auf Fehmarn
- Robert Friedrich Wilms (1824–1880), Chirurg
- Karl Ludwig Michael Rautenberg (1829–1896), preußischer Generalmajor und Kommandeur einer Fuß-Artilleriebrigade
- Karl Krüger (1837–1923), evangelisch-lutherischer Pfarrer und Heimatforscher
- Eugen von Albedyll (1842–1916), preußischer Generalleutnant und Kommandeur einer Infanterie-Brigade
- Wilhelm Fließ (1858–1928), Arzt und Biologe
- Max Aschenborn (1860–1919), Ministerialdirektor im Reichspostamt
- Franz Thurow (1867–1958), Politiker (SPD)
- Martin Grabert (1868–1951), Komponist und Organist
- Otto Haese (1874–1944), Gewerkschafter und Politiker (SPD)
- Richard Seewald (1889–1976), Maler und Schriftsteller
- Mortimer von Kessel (1893–1981), General der Panzertruppe
- Karl Wellnitz (1913–1992), Professor für Mathematik
- Franz Fabian (1922–2010), Schriftsteller
- Hans-Otto Furian (1931–2012), Propst und Leiter des Konsistoriums der Evangelischen Kirche Berlin-Brandenburg
- Werner Titel (1931–1971), Minister für Umweltschutz und Wasserwirtschaft der DDR
- Peter Kaiser (* 1932), Humangenetiker und Gynäkologe
- Siegfried Perleberg (* 1932), Leichtathlet
- Erhard Lucas-Busemann (1937–1993), Historiker
- Ulrich Behl (1939–2021), Grafiker
- Axel Gehrke (1942–2021), Kardiologe und Politiker (AfD)
- Zdzisław Krasnodębski (* 1953), polnischer Politiker.
- Grzegorz Kaszak (* 1964), polnischer Geistlicher, römisch-katholischer Bischof von Sosnowiec

## Gmina Choszczno

### Gemeindegliederung
Die Stadt- und Landgemeinde Choszczno gliedert sich neben dem gleichnamigen Hauptort in folgende Orte mit Schulzenämtern:
Gleźno (Hohenwalde), Kołki (Rohrbeck), Koplin (Kopplinsthal), Korytowo (Kürtow), Piasecznik (Petznick), Radaczewo (Reichenbach), Raduń (Radun), Rzecko (Rietzig), Sławęcin (Schlagenthin), Smoleń (Karlsburg), Stary Klukom (Alt Klücken), Stradzewo (Stolzenfelde), Sulino (Ebenau), Suliszewo (Zühlsdorf), Wardyń (Wardin), Witoszyn (Neu Schulzendorf), Zamęcin (Sammenthin), Zwierzyn (Schwerinsfeld).
Weitere Orte und Siedlungen sind:
Bonin • Chełpa • Golcza • Nowe Żeńsko • Oraczewice • Pakość • Radlice (Schulzendorf) • Rudniki • Rzeczki; Krzowiec • Łaszewo • Stawin; Baczyn • Brzostno • Czernice • Gostyczyn • Kleszczewo • Płoki • Przywodzie • Roztocze • Skrzypiec • Sulechówek • Sułowo • Szczepanka • Wysokie • Zwierzynek; Gładysz, Czyżewka und Rudnisko.

### Persönlichkeiten
- Wilhelm von Schmeling (1811–1879), Generalleutnant
- Käte Müller-Lisowski (1883–1960), Sprachwissenschaftlerin, Keltologin und Übersetzerin
- Paul Hahn (1885–1960), Politiker
- Mortimer von Kessel (1893–1981), Offizier, General
- Harro Wendt (1918–2006), Psychiater und Psychotherapeut
- Siegfried Perleberg (* 1932), Leichtathlet, Hammerwerfer und Pädagoge
- Erhard Lucas-Busemann (1937–1993), Historiker und Hochschullehrer
- Jörg Schulze (* 1938), Architekt und Denkmalpfleger
- Wolfgang Buss (* 1944), Sporthistoriker und Professor